# Любовь (имя)
Любо́вь — женское русское личное имя старославянского происхождения; является калькой с др.-греч. Ἀγάπη (Агапе), имени раннехристианской святой.
Имя вошло в русский именослов вместе с именами Вера и Надежда; история существования всех трёх имён в русском языке во многом сходна.

## Происхождение имени
Имена Вера, Надежда, Любовь в христианском именослове соотносятся с мученицами-сёстрами, казнёнными ок. 120 (или ок. 137) года по приказу императора Адриана. Самой младшей сестре по имени Агапе (Любовь), было на момент кончины, согласно преданию, 9 лет.
Любовь как личное имя возникло в IX веке при переводе богослужебных книг с древнегреческого на церковнославянский язык; в отличие от имён подавляющего большинства христианских святых, имена сестёр были калькированы.
Подробнее о происхождении имени см. в статье Вера (имя).

## Частотность имени
Аналогично именам Вера и Надежда, имя Любовь не использовалось в течение долгого времени, вплоть до начала XVIII века. Несмотря на упоминание в святцах, этими именами не было принято нарекать при крещении, поскольку они разительно отличались от имён подавляющего большинства святых своей связью с нарицательной лексикой.
Интерес к именам в русском обществе проявился в годы царствования императрицы Елизаветы Петровны, прошедшего под знаком роста русского национального самосознания. В списке святых эти три имени звучали явно по-русски, что и привело к востребованности имён, и прежде всего в дворянской среде. По сведениям, собранным В. А. Никоновым, во второй половине XVIII века имя Любовь встречалось у дворянок с частотностью 15 ‰ (то есть 15 носителей при пересчёте на тысячу человек). У купчих Москвы в тот же период частотность имени составляла 2 ‰, а в крестьянской среде имя почти не встречалось. В начале XIX века отмечался подъём интереса к имени: среди дворянок в 1801—1816 годах частотность имени сооставляла 26 ‰, среди московских купчих — 14 ‰, среди крестьянок удельных сёл Подмосковья — 1 ‰.
В конце XIX века, по сведениям Л. М. Щетинина, имя Любовь относилось к категории наиболее употребительных имён (среди которых отмечались также имена Анна, Мария, Евдокия, Надежда, Татьяна и др.) В XX веке пик популярности имени пришёлся на 1950-е—1960-е годы. По сведениям, собранным А. Я. Шайкевичем, в Москве в период 1950—1959 годов имя было на 9-м месте среди самых «модных» имён (с частотностью 35 ‰). Однако в конце 1970-х годов имя уже не встречалось в десятке имён, популярных у москвичей. По статистике, собранной В. А. Никоновым за 1961 год в ряде регионов центральной России, имя часто использовалось как у горожан, так и у сельчан. В городах разброс частотности составлял от 17 ‰ (Тамбов) до 40 ‰ (Ульяновск); на селе эти показатели составляли от 46 ‰ (районы Ярославской области) до 88 ‰ (районы Пензенской области). Сведения, собранные А. В. Суперанской и А. В. Сусловой по Ленинграду, также показывают пик популярности в 1950-е годы и последующее снижение интереса к имени. Так, у ленинградок, родившихся в 1950-е годы, имя встречалось с частотностью 15 ‰, а у родившихся в 1960-е—1980-е — 10 ‰.

## Родственные имена
В эпоху хождения на Руси нецерковных имён-прозвищ часто встречались имена, образованные от корня -люб- (также, как и имя Любовь). Таковы мужские имена Любим, Любко, Нелюб и женское Любава, самостоятельное нецерковное личное имя, которое в наше время стало восприниматься как производное от имени Любовь.

## Именины
- Православные именины (по григорианскому календарю): 30 сентября[10].